# Heinz Müller (Fußballspieler, 1978)
Heinz Müller (* 30. Mai 1978 in Frankfurt am Main) ist ein ehemaliger  deutscher Fußball-Torhüter. Er stand zuletzt beim Bundesligisten 1. FSV Mainz 05 unter Vertrag.

## Karriere
Müller begann seine Karriere in der Jugend des FSV Frankfurt. Über die SpVgg Bad Homburg kam er nach einer Saison zu Hannover 96, wo er vier Jahre lang Ersatztorwart hinter Jörg Sievers war. Er bestritt acht Spiele in der 2. Bundesliga und 14 Spiele für die Jugendnationalmannschaften des DFB.
2001 wechselte er zu Arminia Bielefeld. Nach anderthalb Jahren, in denen er zu nur einem Einsatz kam, spielte Müller ab Januar 2003 für den FC St. Pauli. Dort war er Stammtorhüter und bestritt 16 Spiele, ehe die Hamburger im Sommer 2003 in die Regionalliga abstiegen und Müller den Verein verließ.
Beim Zweitligaaufsteiger SSV Jahn Regensburg erhielt er zunächst einen Stammplatz, verlor diesen aber nach den ersten Spielen. Nach anderthalb Jahren wechselte Müller nach Norwegen und spielte 2004 beim Erstligisten Odd Grenland und von 2005 bis 2007 beim Ligakonkurrenten Lillestrøm SK. Bei Lillestrøm war er die Nummer eins im Tor und gewann 2007 den norwegischen Pokal.
Im August 2007 unterschrieb Müller einen Dreijahresvertrag beim FC Barnsley in der Football League Championship, der zweiten englischen Liga. Dort wurde er schnell zu einem der besten Spieler im Team. Im Januar 2008 verletzte er sich so schwer am Knie, dass er für annähernd ein Jahr pausieren musste.
Zur Spielzeit 2009/10 wechselte Müller zurück nach Deutschland zum 1. FSV Mainz 05, bei dem er noch vor Beginn der Spielzeit wegen einer Verletzung Dimo Waches Stammtorhüter wurde. In den folgenden Spielzeiten war er – auch verletzungsbedingt – oft Ersatztorwart hinter Christian Wetklo und Loris Karius. Zur Winterpause 2013/14 wurde er als Stammtorwart aus der Mainzer Erstliga-Mannschaft aussortiert und kam nur noch in der zweiten Mannschaft der Mainzer in der Regionalliga zum Einsatz. Nach der Saison erhielt er keinen neuen Vertrag in Mainz.
Müller trainierte von Ende Oktober bis Mitte Dezember 2014 beim FC Bayern München mit, nachdem sich dessen Ersatztorhüter Pepe Reina und Tom Starke verletzt hatten.
Das Arbeitsgericht Mainz gab einer Klage von Müller auf Feststellung des Fortbestandes eines unbefristeten Arbeitsverhältnisses am 19. März 2015 statt. Am 17. Februar 2016 kassierte das Landesarbeitsgericht Rheinland-Pfalz diese Entscheidung und ließ eine Revision zum Bundesarbeitsgericht in Erfurt zu. Wäre die erstinstanzliche Entscheidung bestätigt worden, hätte sie eine mit der Bosman-Entscheidung vergleichbare Tragweite entfalten können. Profi-Sportler aus Mannschaftssportarten hätten dann mittels einer dreimonatigen Frist kündigen und anschließend ablösefrei den Verein wechseln können. Auf der anderen Seite hätten Vereine eine Probezeit bei neuen Verträgen geltend machen können. Das Bundesarbeitsgericht wies die von Müller eingelegte Revision jedoch zurück und bestätigte das Urteil des Landesarbeitsgerichts Rheinland-Pfalz.